# Л-12 «Молотовєць»
| Л-12 «Молотовєць»                                                               | Л-12 «Молотовєць» | Л-12 «Молотовєць» |
| ------------------------------------------------------------------------------- | --- | --- |
| Л-12                                                                            | | |
|                                                                                 | | |
| Схематичне зображення підводного човна типу «Ленінець» серії XI (II-біс)        | | |
| Верф                                                                            | завод № 198, Миколаїв/завод № 199, Комсомольськ-на-Амурі | завод № 198, Миколаїв/завод № 199, Комсомольськ-на-Амурі |
| Під прапором                                                                    | СРСР | СРСР |
| Належність                                                                      | Військово-морський флот СРСР | Військово-морський флот СРСР |
| Порт приписки                                                                   | Владивосток, бухта Крашеніннікова | Владивосток, бухта Крашеніннікова |
| Закладений                                                                      | 10 червня 1934 | 10 червня 1934 |
| Спуск на воду                                                                   | 7 листопада 1936 | 7 листопада 1936 |
| Введений до складу флоту                                                        | 9 грудня 1938 | 9 грудня 1938 |
| Перейменований                                                                  | Б-12, УТС-11 | Б-12, УТС-11 |
| Виведений зі складу флоту                                                       | 28 вересня 1983 | 28 вересня 1983 |
| На службі                                                                       | 1938—1983 | 1938—1983 |
| Сучасний статус                                                                 | 9 квітня 1984 року списаний; лежить на ґрунті в бухті Нагаєва | 9 квітня 1984 року списаний; лежить на ґрунті в бухті Нагаєва |
| Бойовий досвід                                                                  | Друга світова війна Радянсько-японська війна * Південно-Сахалінська операція | Друга світова війна Радянсько-японська війна * Південно-Сахалінська операція |
| Проєкт                                                                          | | |
| Тип ПЧ                                                                          | підводний мінний загороджувач | підводний мінний загороджувач |
| Вартість                                                                        | 16,4 млн руб. (реальна вартість — 22 млн руб.) | 16,4 млн руб. (реальна вартість — 22 млн руб.) |
| Основні характеристики                                                          | | |
| Швидкість (надводна)                                                            | 14,5 вузлів | 14,5 вузлів |
| Швидкість (підводна)                                                            | 8,5 вузлів | 8,5 вузлів |
| Робоча глибина занурення                                                        | 75 м | 75 м |
| Гранична глибина занурення                                                      | 90 м | 90 м |
| Дальність плавання                                                              | надводна: 3 400 миль (6 300 км) на швидкості 14 вузлів (25,9 км/год) або 7 500 миль (13 900) на 10 вузлах підводна: 12,8 миль (23,7 км) на швидкості 8,5 вузлів (15,7 км/год) або 135 миль (250) на 2,5 вузлах | надводна: 3 400 миль (6 300 км) на швидкості 14 вузлів (25,9 км/год) або 7 500 миль (13 900) на 10 вузлах підводна: 12,8 миль (23,7 км) на швидкості 8,5 вузлів (15,7 км/год) або 135 миль (250) на 2,5 вузлах |
| Автономність плавання                                                           | 28 діб | 28 діб |
| Екіпаж                                                                          | 52 особи | 52 особи |
| Розміри                                                                         | | |
| Довжина найбільша (по КВЛ)                                                      | 79,9 м | 79,9 м |
| Ширина корпусу найб.                                                            | 7 м | 7 м |
| Середня осадка (по КВЛ)                                                         | 4 м | 4 м |
| Водотоннажність надводна                                                        | 1038,3 т | 1038,3 т |
| Силова установка                                                                | | |
| Дизель-електрична: 2 × дизельних двигуни 42БМ6 2 × електродвигуни ПГ84/50+84/50 | | |
| Гвинти                                                                          | 2 | 2 |
| Потужність                                                                      | 2 х 1100 к. с. (дизелі) 2 х 650 к. с. (електродвигун) | 2 х 1100 к. с. (дизелі) 2 х 650 к. с. (електродвигун) |
| Озброєння                                                                       | | |
| Артилерія                                                                       | 1 × 102-мм гармата Б-2 | 1 × 102-мм гармата Б-2 |
| Торпедно- мінне озброєння                                                       | 6 × 533-мм носових торпедних апарати (16 торпед) та 20 мін типу ПЛТ | 6 × 533-мм носових торпедних апарати (16 торпед) та 20 мін типу ПЛТ |
| ППО                                                                             | 1 × 45-мм напівавтоматична універсальна гармата 21-К | 1 × 45-мм напівавтоматична універсальна гармата 21-К |
| Електроніка                                                                     | «Дракон-129», «Меркурий-12» | «Дракон-129», «Меркурий-12» |

Л-12 «Молотовєць» (рос. Л-12 «Молотовец») — радянський військовий корабель, дизель-електричний підводний мінний загороджувач серії XI (II-біс) типу «Ленінець» Військово-морського флоту СРСР за часів Другої світової війни. Закладений 10 червня 1934 року під заводським номером 286 на заводі № 198 у Миколаєві. У вигляді окремих секцій був перевезений до Комсомольська-на-Амурі, де на заводі № 199 його зібрали. 7 листопада 1936 року спущений на воду. 9 грудня 1938 року корабель увійшов до складу ВМФ СРСР.

## Історія служби
9 серпня 1945 року, на момент радянського вторгнення до Японії й Маньчжурії, Л-12 перебував у складі 5-го дивізіону 1-ї бригади ПЧ ТОФ.
19-28 серпня Л-12 здійснив один бойовий похід. 22 серпня човен провів дві торпедні атаки з випуском шести торпед по транспортному конвою японців. Унаслідок другої атаки було потоплено судно «Ogasawara Maru» (1403 брт) з біженцями на борту (з 702 осіб, які перебували на судні, врятуватися вдалося лише 61).
У 1949—1951 роках човен пройшов у Владивостокі капітальний ремонт. У 1949 році перейменований на Б-12.
1957 року човен здійснив свій останній похід. 20 лютого 1959 року Б-12 роззброїли та переобладнали на навчально-тренувальну станцію, перейменувавши на УТС-11, з 1964 року він стояв на приколі в бухті Нагаєва, Магадан. 28 вересня 1983 виключений зі списку плавзасобів флоту, в 1986 корпус човна був покладений в основу кам'яного мола, що будується в бухті Нагаєва. За станом на 2015 рік рештки корпусу лежать на ґрунті.
З березня 1937 до січня 1938 року командиром Л-12 був майбутній адмірал флоту Касатонов Володимир Опанасович.